# Toyotarō
Toyotarō (japonès: セルジオ渡辺)  (prefectura de Tochigi, 17 de maig de 1978) és un autor de manga japonès. Ha dibuixat diversos mangàs relacionats amb Bola de Drac i és més conegut per il·lustrar Bola de Drac Super (2015-endavant), que va ser escrit pel creador de la sèrie Akira Toriyama fins a la seva mort el març de 2024.

## Biografia
Toyotarou va descobrir l'obra d'Akira Toriyama a l'escola primària amb Dr. Slump, després l'anime de Bola de Drac i finalment el manga de Bola de Drac. Amb els seus quaderns escolars plens de personatges, ja estava inventant arcs argumentals per als capítols de Bola de Drac al seu cap. Fins al dia d'avui mai ha dibuixat cap obra original pròpia, tota ha estat relacionada amb Bola de Drac. Anteriorment director de televisió, Toyotarou mai va desitjar ser un dibuixant de manga professional. "Vaig pensar que seria impossible fer-ho oficialment, així que em vaig resignar a fer-ho com a afició." El 2012, va portar il·lustracions a Shueisha, i sis mesos després va debutar amb el primer capítol de dues pàgines de Dragon Ball Heroes: Victory Mission.

## Carrera professional
Toyotarou va debutar professionalment amb Dragon Ball Heroes: Victory Mission al número de novembre de 2012 de la revista mensual V Jump. És un manga vinculat a la sèrie de videojocs Dragon Ball Heroes i va tenir 28 capítols fins que es va suspendre després del número de febrer de 2015. Es va incloure un capítol 29 al llibre Bandai Official 5th Anniversary Fanbook: Dragon Ball Heroes 5th Anniversary Mission publicat el 19 de novembre de 2015, i tots els capítols anteriors es van penjar gratuïtament al lloc web del joc.
Toyotarou també va dibuixar una adaptació manga de la pel·lícula Dragon Ball Z: Resurrection 'F', escrita per Toriyama. Va començar al número d'abril de 2015 de la revista mensual V Jump i va durar tres capítols.
Toyotarou va començar Dragon Ball Super al número d'agost de 2015 de V Jump, que es va publicar el 20 de juny de 2015. Va il·lustrar el manga mentre Toriyama escrivia la història. Tot i que l'anime normalment adaptava la història de Toriyama abans del manga, es va informar que alguns personatges de l'"arc de supervivència de l'univers" havien estat dissenyats per Toyotarou, i alguns per ell i Toriyama. Després de cobrir l'últim arc argumental vist a la sèrie d'anime el novembre de 2018, el manga de Dragon Ball Super va continuar amb arcs argumentals originals. Després de la mort de Toriyama el març de 2024, Dragon Ball Super va quedar en pausa indefinida. Un one-shot de la sèrie es va publicar a l'edició d'abril de 2025 de V Jump el 20 de febrer de 2025.
Toyotarou també va treballar amb Toriyama a Dragon Ball Xenoverse 2 The Manga, una adaptació del videojoc Dragon Ball Xenoverse 2 del 2016 que va il·lustrar exclusivament per a l'edició de col·leccionista del joc. Va crear el one-shot Dragon Ball Super Divers per al número de desembre de 2024 de V Jump, que es va publicar el 21 d'octubre de 2024. Està basat en el joc arcade del mateix nom que es va crear com a successor de Dragon Ball Heroes.
Per invitació de l'editor original de Toriyama a Dragon Ball, Kazuhiko Torishima, Toyotarou va impartir una conferència amb ell a la Japan Expo 2025 a París el 6 de juliol.

## Estil
Toyotarou és un artista autodidacta, ja que mai ha estudiat manga formalment. Quan li van preguntar quin era el seu manga preferit a part de Dragon Ball, va respondre amb Soldier of Savings Cashman de Toriyama o Rurouni Kenshin de Nobuhiro Watsuki. S'inspira més en el cinema que en el manga, especialment els fets per Disney, Marvel i Pixar.
Toyotarou va explicar que per a Dragon Ball Super va rebre els punts principals de la trama de Toriyama, abans de dibuixar el guió gràfic i completar els detalls entre ell mateix. Va enviar el guió gràfic a Toriyama per a la seva revisió, que va donar comentaris i va fer modificacions abans de retornar-lo a Toyotarou, que va il·lustrar el manuscrit final i el va enviar a Shueisha per a la seva publicació. Durant l'última setmana dels seus terminis mensuals, Toyotarou va estimar que passa unes 18 hores al dia dibuixant.
Toriyama va dir que de tots els que treballen a la franquícia de Dragon Ball, l'obra d'art de Toyotarou és la que més s'assembla a la seva. Amy McNulty, d'Anime News Network, hi va estar d'acord, i va qualificar l'art de Toyotarou de "pràcticament indistingible" del de Toriyama. El mateix Toyotarou va dir que confia en la reproducció dels personatges de Toriyama i les seves subtileses, però que necessita practicar amb robots i meches. Pel que fa a les diferències, va assenyalar que dibuixa més vinyetes i primers plans que Toriyama i fa les trames del dibuix digitalment.

## Obres

### Manga
- Dragon Ball Heroes: Victory Mission (2012–2015, serialitzat a V Jump )
- Dragon Ball Z: Resurrection 'F' (2015, escrit per Akira Toriyama, serialitzat a V Jump )
- Dragon Ball Super (2015–present, escrit per Akira Toriyama, serialitzat a V Jump )
- Dragon Ball Xenoverse 2 El Manga (2016, escrit per Akira Toriyama, inclòs a l'edició de col·leccionista del videojoc)
- Dragon Ball Super Divers (2024, publicat a V Jump )

### Altres treballs
- Super Dragon Ball Heroes: World Mission (2019) – disseny del personatge Sealas (シーラス, Shīrasu)[19]